# Vernonia scaettae
Vernonia scaettae là một loài thực vật có hoa trong họ Cúc. Loài này được Humbert & Staner miêu tả khoa học đầu tiên.